# Tempen Baru
Tempen Baru is een bestuurslaag in het regentschap Bener Meriah van de provincie Atjeh, Indonesië. Tempen Baru telt 71 inwoners (volkstelling 2010).